# Boca-de-sapo-estrelado
Boca-de-sapo-estrelado  (Batrachostomus stellatus) é uma espécie de ave da família Podargidae.
Pode ser encontrada nos seguintes países: Brunei, Indonésia, Malásia, Singapura e Tailândia.
Os seus habitats naturais são: florestas subtropicais ou tropicais húmidas de baixa altitude.
Está ameaçada por perda de habitat.